# Geoffrey Lafarge
Pour les articles homonymes, voir Lafarge.
Geoffrey Lafarge, né le 19 décembre 1989 à Chamonix, est un coureur du combiné nordique français.

## Biographie
Membre de l'équipe de France B de combiné nordique, Geoffrey Lafarge a remporté cinq épreuves de la Coupe continentale de combiné nordique : la première en décembre 2010 à Park City, les deux suivantes à Predazzo en mars 2012 et deux autres en 2013. Il est arrivé deuxième du classement général de cette compétition en 2012.
Il a également remporté une médaille d'argent par équipes aux Championnats du monde junior de combiné nordique de Štrbské Pleso en 2009. 
Sa première participation à la Coupe du monde de la discipline a lieu le 1er février 2009 à Chaux-Neuve.
Malgré un taux d'entraînement de 78 heures par semaine, il n'arrive toujours pas à percer[réf. nécessaire] et demeure vice-champion de France 2012.
Il est sélectionné pour les Championnats du monde 2013.
Il met un terme à sa carrière à la fin de la saison 2015-2016.

## Palmarès

### Championnats du monde
| Épreuve / Édition  | Épreuve / Édition  | Val di Fiemme 2013 |
| Gundersen          | PT                 | —                  |
| Gundersen          | GT                 | 28e                |
| Par équipes        | Par équipes        | —                  |
| Sprint par équipes | Sprint par équipes | —                  |

### Coupe du monde
- Meilleur classement général : 56e en 2013 et 2015.
- Meilleur résultat individuel : 20e.

#### Différents classements en Coupe du monde
| Année     | Classement général final |
| 2012-2013 | 56e                      |
| 2014-2015 | 56e                      |

### Championnats du monde junior
- Médaille d'argent par équipes en 2009.

### Coupe continentale
- Meilleur classement général : 2e en 2012.
- 5 victoires individuelles.